# Evergestis alborivulalis
Evergestis alborivulalis ist ein Schmetterling aus der Familie der Crambiden (Crambidae).

## Merkmale
Die Falter erreichen eine Flügelspannweite von 18 bis 20 Millimeter, nach einer anderen Quelle von 13,5 bis 16,5 Millimeter. Die Maxillarpalpen sind triangulär und schwärzlich. Die Labialpalpen sind kurz und unauffällig. Kopf und Thorax sind schwärzlich braun spärlich weiß gesprenkelt. Der Metathorax ist mit einer weißen paarigen Zeichnung versehen, das Abdomen ist weiß gestreift. Die Vorderflügel sind bräunlich schwarz und mit kurzen schmalen weißen Schuppen gesprenkelt. Die Zeichnung besteht aus vier weißen, unregelmäßig gekrümmten und gewinkelten Querlinien, die in gleichem Abstand zueinander und mehr oder weniger parallel zu Außenrand verlaufen. Ein Paar kleiner weißer Flecke liegt distal zum schwarzen Diskalfleck, drei oder vier weitere Flecke sind im Mittelfeld verteilt. Die Fransenschuppen sind unregelmäßig schwärzlich braun und weiß gescheckt. Die Hinterflügel sind ebenso gefärbt wie die Vorderflügel. Die basale Hälfte ist – mit Ausnahme der Aderung – weißlich und besitzt einen schwarzen Diskalfleck. Die äußere weiße Querbinde ist gekrümmt und gezackt. Im Bereich des Analwinkels ist eine weiße Subterminallinie angedeutet. Die Fransenschuppen sind ebenso gefärbt wie die der Vorderflügel. Die Flügelunterseiten sind weiß und entlang der Adern und im Subterminalbereich schwärzlich gesprenkelt. Die äußere Querbinde ist auf den Vorder- und Hinterflügeln weiß und gezackt. Im Subterminalbereich befinden sich verstreut liegende weiße Flecke. Die Saumlinie ist schwarz, die Fransenschuppen sind unregelmäßig gescheckt.
Bei den Männchen ist der Uncus ziemlich kurz und kräftig. Er besitzt eine rundliche Spitze und ist leicht behaart. Der Gnathos ist dolchförmig und verjüngt sich stark. Die Spitze ist mit kurzen, papillenartigen Zähnen versehen. Die Valven sind kurz, haben eine breite Basis und sind behaart. Das Klammerorgan (Clasper) fehlt. Der Phallus ist kurz und dick. Im distalen Teil befindet sich eine längliche Gruppe ziemlich großer Cornuti. Distal davon befindet sich eine zweite, fast runde Gruppe kleiner, in Reihen angeordneter Cornuti.
Bei den Weibchen ist das Corpus bursae fast kugelförmig und mit einer turmförmigen Ausbuchtung versehen, aus der der Ductus bursae entspringt. Die Signa sind unscheinbar. Der Ductus bursae ist ziemlich breit, das Colliculum ist an beiden Enden verengt. Das Antrum ist schmal trichterförmig und stark sklerotisiert.

## Ähnliche Arten
Evergestis alborivulalis kann nicht mit anderen Arten verwechselt werden. Sie ist komplexer gezeichnet als alle anderen kräftig schwarz-weiß gefärbten Pyrausta -Arten einschließlich Atralata albofascialis (Treitschke, 1829) (Odontiinae).

## Verbreitung
Evergestis alborivulalis hat in Europa eine verstreute Verbreitung. Die Art wurde in Spanien, Bosnien und Herzegowina, in der Slowakei, Ungarn, Bulgarien, auf der Balkanhalbinsel, der Krim und im europäischen Teil der Türkei nachgewiesen. Außerhalb von Europa ist sie im asiatischen Teil der Türkei, im Ural und im Süden Sibiriens beheimatet. Die östliche Verbreitungsgrenze wird in der Baikalregion erreicht.

## Biologie
Die Präimaginalstadien sind unbekannt. Die Art besiedelt Gebirgsregionen und fliegt von April bis Mai.

## Systematik
Aus der Literatur sind folgende Synonyme bekannt:
- Ennychia alborivulalis Eversmann, 1843
- Euergestis canalesialis Hampson, 1913

## Belege
1. ↑  Patrice Leraut: Zygaenids, Pyralids 1. In: Moths of Europe. 1. Auflage. Volume III. NAP Editions, 2012, ISBN 978-2-913688-15-5, S. 189 (englisch).
2. 1 2 3 4 5 6 7  Barry Goater, Matthias Nuss, Wolfgang Speidel: Pyraloidea I (Crambidae, Acentropinae, Evergestinae, Heliothelinae, Schoenobiinae, Scopariinae). In: P. Huemer, O. Karsholt, L. Lyneborg (Hrsg.): Microlepidoptera of Europe. 1. Auflage. Band 4. Apollo Books, Stenstrup 2005, ISBN 87-88757-33-1, S. 97 (englisch).
3. 1 2  Evergestis alborivulalis bei Fauna Europaea. Archiviert vom Original im Internet Archive. Abgerufen am 29. Januar 2014
4. ↑  Fazekas, Imre (2013): Disjunct distribution of Evergestis alborivulalis (Eversmann, 1843) in the Palaearctic (Lepidoptera: Crambidae, Evergestinae). Natura Somogyiensis 23: S. 211–220 PDF
5. ↑  Global Information System on Pyraloidea (GlobIZ). Abgerufen am 7. Februar 2014.